# Галанин дібінде
«Галанин дібінде» (азерб. Qalanın dibində) — «біля підніжжя фортеці» — азербайджанська народна лірична пісня.
Форма пісні «Галанин дібінде» є популярною у фольклорі (зокрема, в азербайджанському) структурою пари періодичностей (ААВВ). Відповідаючи дворазовому проведенню пари періодичностей кожної фази, вона має своїм прообразом принцип арабо-перської бейт. Основою композиції у пісні служить кварто-квінто-терцова система.
На основі цієї пісні російський композитор Михайло Глінка створив «Перський хор» для своєї опери «Руслан і Людмила».
Так, 1823 року Глінка здійснює поїздку на Кавказ. Знайомство з музикою народів Кавказу залишило значний слід у творчій свідомості композитора і відбилося в його пізніших творах на східну тематику. Використання пісні «Галанин дібінде» у своїй опері є прикладом подібного відображення.
Інтонації пісні звучать в опереті азербайджанського композитора Узеїра Гаджибекова «Аршин мал алан», в хорі дівчат з другої дії.
На ноти пісня була записана азербайджанським композитором Саїдом Рустамовим.
Існує однойменний азербайджанський танець, що виконується під музику пісні.